# Jan Plešinger
Jan Plešinger (* 23. prosince 1973 Praha) je český diplomat se zaměřením na konfliktní území a rozvojovou spolupráci. Vyrostl v Praze a v Caracasu (Venezuela), v mládí žil v Gambii a ve Středoafrické republice.

## Život
Jeho otcem je autor cestopisných publikací hydrogeolog Vladimír Plešinger a prastrýcem byl cestovatel Adolf Parlesák. Vystudoval Ruská a východoevropská studia na Institutu mezinárodních studií Fakulty sociálních věd Univerzity Karlovy v Praze. Od devadesátých let působil na misích zejména v konfliktních oblastech pro společnost Člověk v tísni (Kosovo 1999–2001, Rusko – severní Kavkaz: Čečensko a Ingušsko 2001–2002), Rozvojový program OSN (Moldavsko 2006–2008), Ministerstvo zahraničních věcí ČR (rozvojová spolupráce v Moldavsku a posléze zástupce velvyslance na Zastupitelském úřadě ČR v Prištině v Kosovu 2008–2011) a pro misi Organizace pro bezpečnost a spolupráci v Evropě (OBSE) v Moldavsku se zaměřením na Podněstří (2011–2015). Od února 2015 vede Pražskou kancelář Organizace pro bezpečnost a spolupráci v Evropě (OBSE).
Je spoluzakladatelem, autorem názvu i loga Českého fóra pro rozvojovou spolupráci (FoRS), prvním předsedou jeho správní rady a ředitelem (2003–2006). Dále je spoluzakladatelem a bývalým členem správní rady Evropské konfederace nevládních organizací pro humanitární asistenci a rozvoj CONCORD (2003–2006).
Je autorem odborných publikací a cestopisných článků.